# Fondazione Ferrovie Spagnole
La Fondazione delle Ferrovie Spagnole (FFE) fu fondata il 20 febbraio 1985. Al suo interno sono rappresentate le principali imprese del settore pubblico ferroviario spagnolo e ha come mandato il recupero, la gestione, la conservazione e la diffusione del patrimonio storico, culturale, scientifico e tecnologico dell'ambito ferroviario spagnolo.

## Missione e obiettivi
La missione della Fondazione Ferrovie Spagnole è la promozione della conoscenza e dell'utilizzo della ferrovia mediante molti strumenti: culturali, di ricerca e formazione, di servizi tecnologici, tramite il recupero e uso alternativo del patrimonio ferroviario, pubblicazioni periodiche e libri specializzati. Gestisce inoltre la Biblioteca e l'Archivio Storico Ferroviario, il Centro di Documentazione Ferroviaria, nonché i Musei Ferrovieri di Madrid e della Catalogna.
I suoi obiettivi sono:
- Garantire  l'identificazione, la conservazione, il restauro e la  messa a disposizione della pubblico del materiale e dei documenti che compongono il patrimonio storico e culturale ferroviario spagnolo.
- Promuovere la conoscenza e l'utilizzo della ferrovia.
- Promuovere la ricerca in ambito ferroviario.
- Promuovere la formazione specializzata nell'ambito ferroviario.
- Divulgare, tramite l'edizione di pubblicazioni periodiche e altri mezzi, aspetti tecnici, economici e sociali connessi con l'attualità ferroviaria.
- Diffondere gli aspetti culturali connessi all'ambito ferroviario e dare coerenza alla politica culturale.
- Conoscere e diffondere i benefici socioeconomici e ambientali del trasporto ferroviario in Spagna e, fuori il suo territorio, tramite la cooperazione internazionale per lo sviluppo.

## Composizione
La composizione della Fondazione Ferrovie Spagnole è costituita dei seguenti entità:
- Renfe Operatrice (Renfe)
- Amministratore di Infrastrutture Ferroviarias (Adif)
- Adif Alta Velocità
- Euskotren
- Ferrovie della Generalità di Catalogna
- Euskal Trenbide Sarea - Network Ferroviaria Basco
- Metro di Madrid
- Associazione di Azione Ferroviaria (CETREN)

## Imprese sostenitrici
Le imprese sostenitrici sono quelle imprese, istituti e entità che svolgono con la Fondazione delle Ferrovie Spagnole un'azione di aiuto; contribuendo al conseguimento dei suoi obiettivi. Le imprese sono:
- OHL Concessioni, S.A.
- Isolux Corsán
- Società Generale di Costruzioni

## Sedi
La sede sociale della Fondazione delle Ferrovie Spagnole è il Palazzo di Fernán Núñez in Madrid, dove sono ubicate tutte le funzioni della Fondazione tranne i musei. Questo palazzo è uno degli edifici del XIX secolo meglio conservati del centro di Madrid; è situato nel triangolo dell'Arte formato dal Museo del Prado, il Museo Thyssen-Bornemisza e il Museo Reina Sofia.
La Fondazione conta altre due sedi: il Museo della Ferrovia di Madrid e il Museo della Ferrovia della Catalogna.
Il Museo della Ferrovia di Madrid occupa l'antica stagione di Delicias dal 1984. Questo edificio costituisce uno degli esempi più significativi della rivoluzione industriale in Madrid.
Il Museo della Ferrovia della Catalogna trova nella località di Villanueva e Geltrú. Al suo interno custodisce, tra l'altro, locomotive a vapore del secolo XIX.

## Attività
Per il conseguimento dei suoi obiettivi, la Fondazione delle Ferrovie realizza le seguenti attività:

### Ricerca
La Fondazione delle Ferrovie Spagnole realizza propria programmi di ricerca, articolati su quattro argomenti: economia e sfruttamento; energia e emissioni; geografia e traffici ferroviari,  sociologia del trasporto. Questi gruppi partecipano a progetti di ricerca spagnola e europei redigendo studi e documentazione. Sostiene anche il settore ferroviario in materia di ricerca, tramite la segreteria della Piattaforma Tecnologica Ferroviaria Spagnola e l'Unità di Innovazione Internazionale, contribuendo al fatto che le imprese spagnole possano avere presenza in forum e progetti europei.

### Formazione
La Fondazione delle Ferrovie Spagnole sviluppa programmi di formazione propria a livello tecnico specializzato diretta a professionisti del settore e allo scambio di conoscenza e esperienze tra imprese. L'attività si concentra sullo sviluppo di una formazione tramite i "microcorsi" nell'ambito di Formazione Ferroviaria e del Corso Generale di Trasporti Terrestri. Realizza anche una funzione di appoggio al Settore (università, imprese, centri di formazione) facilitando professori, documentazione, favorendo incontri tra i responsabili di formazione, dando diffusione alle differenti iniziative, ecc.

### La rivista "Vía Libre"
La Fondazione delle Ferrovie Spagnole pubblica "Vía Libre", una rivista ferroviaria, periodica di carattere divulgativo specializzata nel mondo ferroviario. La pubblicazione ha versione stampata e digitale con contenuti differenti. Il suo primo numero stampato fu pubblicò nel 1964 e ha raggiunti i cinquant'anni di pubblicazione ininterrotta nel 2014. Dall'anno 2000 mantiene attivo il portale www.vialibre.org che giornalmente emette bollettini informativi. Nell'ambito internazionale pubblica quindicinalmente Spanish Railway News con notizie delle attività delle imprese spagnole. Vía Libre pubblica dal 1985 l'Annuario della Ferrovia, nel quale raccoglie informazione dettagliata sulle imprese pubbliche e private del settore ferroviario, nonché l'attività dell'anno precedente. La sua pubblicazione come quella di Via Libera Tecnica - Ricerca Ferroviaria, è dedicata alla diffusione della ricerca ferroviaria e i suoi avanzamenti tecnologici.

### Vías Verdes
La Fondazione delle Ferrovie Spagnole coordina a livello nazionale il Programma Vías Verdes, sviluppato attualmente con il Ministero di Agricoltura e in collaborazione con Adif e Renfe, con la partecipazione di Comunità Autonome, Consigli e Comuni, nonché gruppi di ciclisti, ambientalisti e collettivi di cittadini. Il programma Vías Verdes, iniziato nel 1993, ha come obiettivo il recupero dei più di 7.600 chilometri di linee ferroviarie in disuso, o che sono rimasti incompleti, con fini ecoturistici.

### Cultura
La Fondazione delle Ferrovie Spagnole integra la ferrovia e la cultura tramite molteplici attività come i Premi del Treno "Antonio Machado" di Poesia e Storia, creato nel 1977 è uno dei premi letterari più importanti della Spagna o il concorso fotografico "Cammini di Ferro", creato nel 1986 in collaborazione con Adif. Realizza anche lavori riguardanti il patrimonio artistico, in relazione con la Collezione di Scultura Contemporanea di Adif e Renfe. Inoltre sviluppa altre attività come: "Arte in Palazzo", esposizioni di arte contemporanea nel Palazzo di Fernán Núñez; “Arte su rotaie”, collezione composta per più di 200 opere riguardanti la ferrovia; "Prossima Stagione: Musica!", stagione musicale organizzata con Adif  e in collaborazione con conservatori di musica per sostenere a giovani interpreti; il Coro della Fondazione, creato in 1996 è formato da voci miste e conto con un ampio repertorio.

### Musei della Ferrovia
Dentro il suo obiettivo di conservazione, restaurazione e messa a disposizione del pubblico del patrimonio materiale e culturale delle ferrovie spagnole, la Fondazione gestisce i Musei della Ferrovia di Madrid – Delicias e della Catalogna – Villanueva e Geltrú.
Il Museo della Ferrovia di Madrid aprì al pubblico nel 1984. La sua sede è l'antica stazione di Delicias e offre una selezione di veicoli e oggetti riguardanti la ferrovia; il suo obiettivo è di mostrare la sua evoluzione storica. Include inoltre la Sala di consultazione dell'Archivio Storico Ferroviario, la Biblioteca Ferroviaria e la Fototeca.
Il Museo della Ferrovia della Catalunya, a Vilanova e Geltrú (Barcellona), ubicato in una antico deposito di locomotive a vapore di fine del secolo XIX; è ospitata una collezione di più di sessanta veicoli di tutte le epoche, tecnologie e paesi. Sono presenti 28 locomotive a vapore all'interno di una stupefacente rotonda, carrozze passeggeri, locomotive diesel o elettriche e altri veicoli curiosi e unici.

### Pubblicazioni
La Fondazione pubblica periodici, monografie e documentazione su soggetti ferroviari mediante in tutti i tipi di sopporto. Nel suo catalogo di pubblicazioni si possono vedere tutte le opere disponibili attualmente.